# Franz Wiebe
Franz Wiebe (* 30. März 1884; † 22. Juli 1963) war ein deutscher evangelisch-lutherischer Theologe.

## Leben
Franz Wiebe studierte Evangelische Theologie und wurde am 13. März 1910 in der St.-Michaelis-Kirche in Hildesheim ordiniert. Nach einer Anstellung als Pfarrkooperator in Diemarden und Ministerialkollaborator in Hildesheim wurde er 1912 Zweiter Hof- und Schlossprediger sowie Konsistorialassessor im Konsistorium zu Hannover. 1920 wurde er zum Konsistorialrat ernannt. Von 1923 bis 1926 war er Superintendent für den Kirchenkreis Einbeck, 1926 bis 1936 in Göttingen.
Während des Kirchenkampfes gehörte er zu den von Landesbischof Marahrens berufenen Bischofsvikaren. Im Februar 1935 wurde Wiebe zum Bischofsvikar für den Bezirk Stade berufen. 1936 folgte die Berufung zum ersten Landessuperintendenten für den Sprengel Stade der Evangelisch-lutherischen Landeskirche Hannovers. Wiebe hatte dieses Amt bis 1948 inne. Ab 1948 war Wiebe Landessuperintendent des Sprengels Göttingen-Grubenhagen. Am 1. November 1953 trat er in den Ruhestand.